# Beeldschermbril
Een beeldschermbril, computerbril of, naar de toepassing, muziekbril of schildersbril is een bril waarmee op een afstand van circa 40-80 cm scherp gezien kan worden na het ontstaan van presbyopie (ouderdomsverziendheid of oudziendheid), doorgaans vanaf een jaar of 42. Een beeldschermbril is vergelijkbaar met een leesbril, zij het dat de beeldschermbril minder sterk is: qua sterkte zit een beeldschermbril tussen de leesbril en een bril voor verzien in.
Oudere niet-brildragers kunnen volstaan met een leesbril die 0,5 tot 1 dioptrie minder sterk is dan ze zouden gebruiken op de optimale leesafstand (circa 30 cm). Een beeldschermbril is dan ook in feite een zwakke leesbril. Veelal kan men, als men een sterkere leesbril nodig heeft, de oude leesbril als beeldschermbril gebruiken.
Een computerbril onderscheidt zich doorgaans verder in niets van een gewone bril; een brilvoorschrift voor een ‘vertebril’ kan door de sferische sterkte aan te passen met tussen de +0,5 en +2,0 dioptrie (afhankelijk van de leeftijd) perfect afgestemd worden op het beeldschermgebruik en bijvoorbeeld het lezen van bladmuziek op een vergelijkbare afstand.
Het Arbeidsomstandighedenbesluit ten aanzien van beeldschermwerk verplicht werkgevers een beeldschermbril beschikbaar te stellen aan werknemers met ouderdomsverziendheid, die grotendeels werk verrichten achter een beeldscherm.
De volgende tabel geeft de geadviseerde additie in dioptrie voor een beeldschermbril en, ter vergelijking, voor een leesbril:
| leeftijd | beeldschermbril | leesbril |
| -------- | --------------- | -------- |
| < 40     | 0               | +0       |
| 45       | +0,5            | +1       |
| 47       | +1,0            | +1,5     |
| 50       | +1,5            | +1,75    |
| 60       | +1,75           | +2,25    |
| > 75     | +2,0            | +2,5     |

Na een staaroperatie, waarbij de oorspronkelijke ooglens is vervangen door een implantaatlens, is een leesbril met een sterkte van circa +2 dpt veelal bruikbaar als beeldschermbril.